# Juliana Toro
Juliana Toro Villada (Sabaneta, 29 de enero de 1995) es una voleibolista colombiana que juega en la posición de líbero. Actualmente integra el club Unilife Volei Maringá de Brasil y hace parte de la selección femenina de voleibol de Colombia.

## Carrera
Jugando en la posición de líbero, Toro inició su carrera profesional en la Liga Antioqueña de Voleibol. En 2021 se convirtió en nueva jugadora del ACS Volei Turda de Rumania, y en 2022 reforzó el plantel del club Unilife Volei Maringá de Brasil.
Con la selección femenina de voleibol de Colombia, Toro ha disputado torneos como el Campeonato Sudamericano de Voleibol Femenino, los Juegos Panamericanos, los Juegos Sudamericanos, los Juegos Centroamericanos y del Caribe y el Campeonato Mundial de Voleibol Femenino, entre otros.
Representando a su país, obtuvo la medalla dorada en los Juegos Sudamericanos de Cochabamba en 2018,y una presea plateada en los Juegos Centroamericanos y del Caribe de Barranquilla. Un año después ganó la presea de plata en los Juegos Panamericanos de Lima.

## Palmarés

### Clubes
- Campeonato Paranaense 2022/23
- Campeonato Paranaense 2023/24

### Selección
- Juegos Panamericanos Sub-20 de 2013
- Juegos Bolivarianos Sub-23 de 2017
- Juegos Sudamericanos de 2017
- Campeonato Sudamericano de Voleibol de 2017
- Juegos Centroamericanos y del Caribe de 2018
- Juegos Sudamericanos de 2018
- FIVB Challenger Cup de 2018
- Copa Panamericana de Voleibol de 2019
- Campeonato Sudamericano de Voleibol de 2019
- Juegos Panamericanos de 2019
- Campeonato Sudamericano de Voleibol de 2021
- Copa Panamericana de Voleibol de 2022
- FIVB Challenger Cup de 2023
- Campeonato Sudamericano de Voleibol de 2023

Fuente: